# Ptychochromis
Ptychochromis – rodzaj słodkowodnych ryb okoniokształtnych z rodziny pielęgnicowatych (Cichlidae).

## Taksonomia
Ptychochromis jest typem nomenklatorycznym podrodziny Ptychochrominae.
Ostatnią rewizję taksonomiczną rodzaju przeprowadzili M. Stiassny i J. S. Sparks na łamach American Museum Novitates. Tam też przedstawiona została aktualna diagnoza taksonomiczna.

## Występowanie
Wszystkie gatunki zaliczane do tego rodzaju są endemitami Madagaskaru. Jeszcze w połowie XX wieku były szeroko rozprzestrzenione w większości wód słodkich północno-zachodniej, południowo-zachodniej i wschodniej części wyspy. Obecnie ich populacje są niezwykle rzadkie, a P. onilahy prawdopodobnie wyginął.
Mapa zasięgu występowania poszczególnych gatunków przedstawiona została w pracy Stiassny i Sparksa.

## Klasyfikacja
Gatunki zaliczane do tego rodzaju:
- Ptychochromis curvidens
- Ptychochromis ernestmagnusi
- Ptychochromis grandidieri
- Ptychochromis inornatus
- Ptychochromis insolitus
- Ptychochromis loisellei
- Ptychochromis makira
- Ptychochromis oligacanthus
- Ptychochromis onilahy

Gatunkiem typowym rodzaju jest Tilapia oligacanthus, obecnie Ptychochromis oligacanthus.

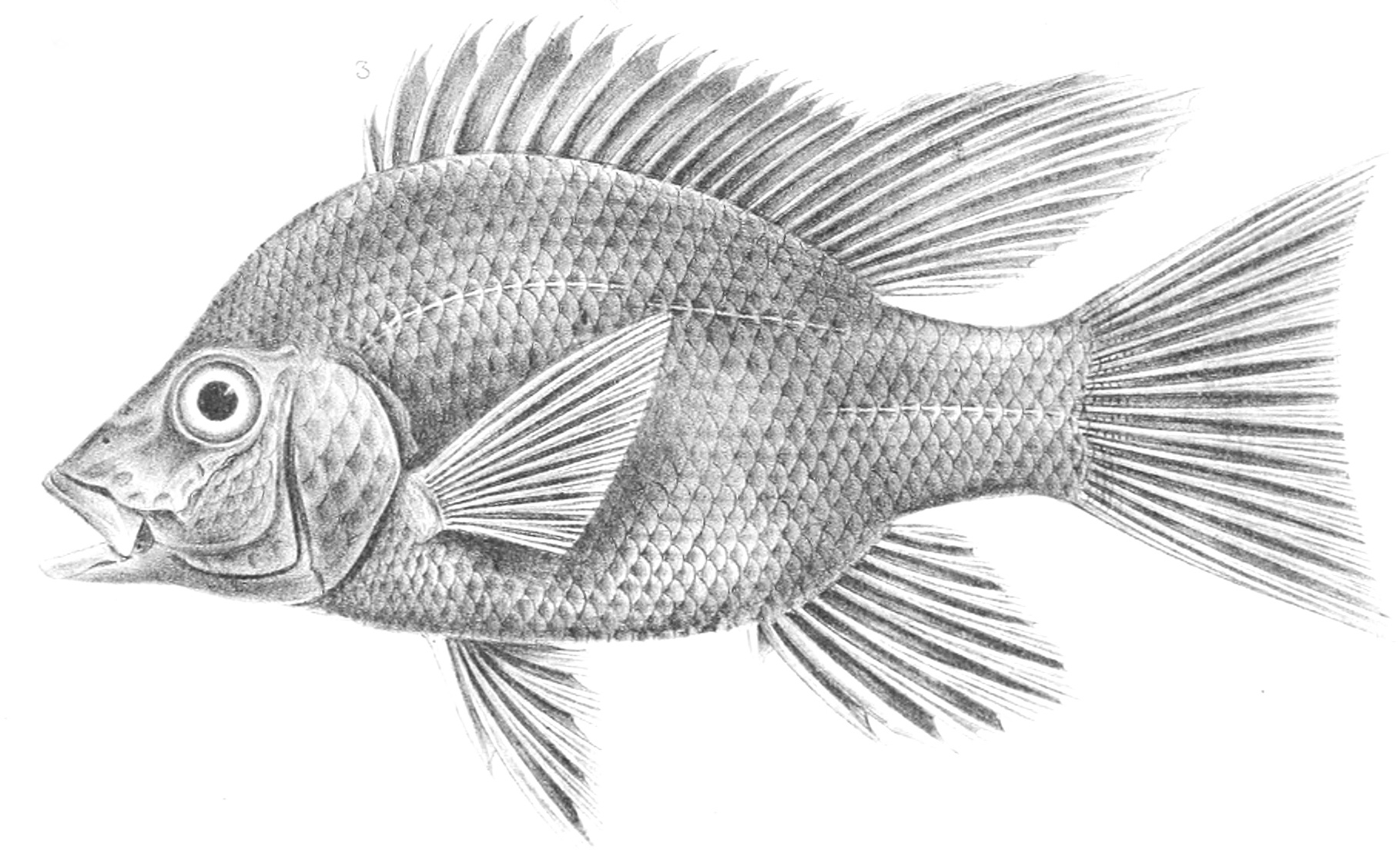
Ptychochromis grandidieri
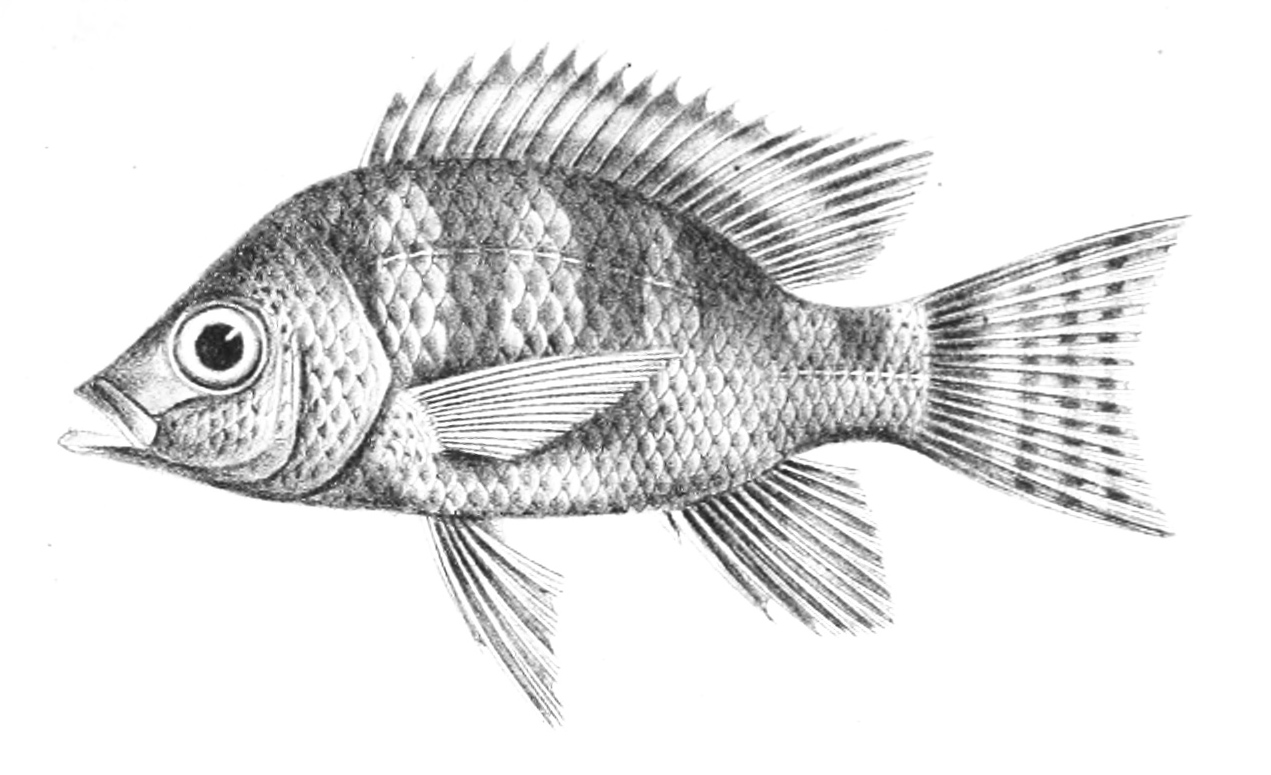
Ptychochromis oligacanthus